# Estação de Roughton Road
A Estação de Roughton Road é a estação ferroviária que serve a cidade de Cromer, no condado de Norfolk, Inglaterra.